# Resolució 1889 del Consell de Seguretat de les Nacions Unides
La Resolució 1889 del Consell de Seguretat de les Nacions Unides va ser adoptada per unanimitat el 5 d'octubre de 2009 

## Resolució
El Consell de Seguretat ha demanat aquest matí una àmplia gamma de mesures per enfortir la participació de les dones en totes les fases dels processos de pau, centrant-se en el període posterior als acords de pau, ja que va començar una intensa discussió sobre el tema.
Mitjançant l'aprovació unànime de la resolució 1889 (2009), el Consell va reafirmar la seva marcada resolució 1325 de l'any 2000 sobre "dones i pau i seguretat" i va condemnar la persistència de la violència sexual contra les dones en situacions de conflicte i postconflicte. Va instar els Estats membres, els òrgans de les Nacions Unides, els donants i la societat civil a garantir que la protecció i l'empoderament de les dones es tinguessin en compte durant l'avaluació i la planificació de les necessitats postconflicte i es fessin en el finançament i programació posteriors.
També va demanar a tots els participants en la planificació dels programes de desarmament, desmobilització i integració, en particular, tenir en compte les necessitats de dones i noies associades amb grups armats, així com les necessitats dels seus fills.
A través del text, el Consell va demanar al Secretari General que presentés un informe en un termini de dotze mesos centrat en dones en situacions posteriors a conflictes i que garantís la cooperació entre el representant especial del secretari general sobre els nens i els conflictes armats i el representant especial sobre Violència sexual en conflictes armats, el nomenament dels quals havia estat sol·licitat per la resolució de la setmana passada 1888 (2009).
La cessació del conflicte no ha de tenir com a conseqüència la marginació de dones i nenes ni la seva relegació a papers estereotípics, va dir el secretari general adjunt de les Nacions Unides, Asha-Rose Migiro, que va obrir la discussió en nom del secretari general Ban Ki-moon.